# Bap-Tizum
Bap-Tizum – koncertowy jazzowy album Art Ensemble of Chicago nagrany we wrześniu 1972 i wydany w tym samym roku.

## Historia i charakter albumu
W 1972 r. kolektyw Art Ensemble of Chicago podpisał swój pierwszy kontrakt z jedną z głównych firm nagraniowych – Atlantic. Była to właściwie pierwsza grupa muzyczna z kręgu Association for the Advancement of Creative Musicians (AACM), która podpisała taki kontrakt, co zostało przyjęte jako wyraz uznania dla AACM założonej 8 maja 1965 r.
Jednak po nagraniu drugiego albumu Fanfare for the Warriors w 1973 r., grupa zerwała już w 1974 r. ten kontrakt, gdyż w najbliższej przyszłości zamierzała sama założyć własną firmę nagraniową.
Tak więc te dwa albumy są jedynymi nagranymi w tym okresie płytami dla firmy Atlantic.
Album Bap-Tizum jest płytą koncertową nagraną na "Ann Arbor Blues and Jazz Festival" 9 września 1972 r. Koncert zespołu odbył się na Otis SpannMemorial Field, na którym zgromadziło się ponad 10,000 słuchaczy. Nagrania na albumie są zapisem całego występu i niezostały poddane żadnemu montażowi; pozostawiono nawet niewielkie chwilowe zniekształcenie dźwięku spowodowane mikrofonem kontrabasu.
Bab-Tizum dokumentuje wyjątkowy występ, co nie oznacza, że nie można nazwać płyty "typowym zestawem Art Ensemble". Koncert rozpoczął się perkusyjnym wprowadzeniem w wykonaniu wszystkich muzyków, aby stopniowo przejść do innych instrumentów. Na tle muzycznego i perkusyjnego podkładu członkowie grupy prezentowali wokalnie poezję, teksty o zabarwieniu politycznym, a nawet mające charakter kazania. Strona wokalna, o mocnym zabarwieniu dadaistycznym odgrywa na albumie ważną rolę. Ponieważ album jest tylko zapisem audio, słuchaczowi umyka rozbudowana teatralna strona występu grupy.

## Muzycy
- Lester Bowie – trąbka, skrzydłówka, kelphorn, bęben basowy, instrumenty perkusyjne, wokal itd.
- Roscoe Mitchell – saksofony (sopranowy, altowy, tenorowy i basowy), klarnet, perkusja, instrumenty perkusyjne, wokal itd.
- Joseph Jarman – saksofony (sopranino, sopranowy, altowy, tenorowy i basowy), flet altowy, kongi, wibrafon, instrumenty perkusyjne, wokal itd.
- Malachi Favors Maghostut – kontrabas, gitara basowa, gongi, bębny afrykańskie, gwizdki, wokal itd.
- Famoudou Don Moye – perkusja, kongi, basowa marimba, gongi, bębny afrykańskie, gwizdki, instrumenty perkusyjne, wokal itd.

## Spis utworów
| 1. | Zapowiedzenie przez Johna Sinclaira | 0:43  |
|    |                                     |       |
| 2. | Nfamoudou-Boudougou (Don Moye)      | 4:16  |
|    |                                     |       |
| 3. | Immm (Malachi Favors)               | 5:31  |
|    |                                     |       |
| 4. | Unanka (Roscoe Mitchell)            | 10:44 |
|    |                                     |       |
| 5. | Oouffnoon (Roscoe Mitchell)         | 3:25  |
|    |                                     |       |
| 6. | Ohnedaruth (Joseph Jarman)          | 15:00 |
|    |                                     |       |
| 7. | Odwalla (Roscoe Mitchell)           | 5:42  |
|    |                                     |       |
|    |                                     | 45:21 |
|    |                                     |       |

## Opis płyty
- Producenci (oryginał) – Michael Cuscuna, Jimmy Douglass i Tung Erim
- Producenci (reedycja firmy KOCH Jazz) – Donald Elfman i Naomi Yoshii
- Data nagrań – 9 września 1972
- Miejsce nagrania – Ann Arbor Blues and Jazz Festival, Ann Arbor
- Inżynier nagrywający – Jimmy Douglass
- Miksowanie – Jimmy Douglass
- Studio – Atlantic Recording Studios, Nowy Jork
- Miksowanie reedycji – Gene Paul
- Studio – DB Plus, Nowy Jork
- Inżynier Sonic Solution – Mark Fellows
- Projekt okładki – Gary Grimshaw/Rainbow Graphic
- Zdjęcia na okładce – Leni Sinclair
- Zdjęcia z tyłu okładki – Susan Hyman
- Projekt wznowienia – Kerin J. Kolonoskie
- Czas – 45:21
- Firma nagraniowa

Atlantic (1972) USA
Numer katalogowy – 1639
- Wznowienie – 1998

KOCH Jazz USA
Numer katalogowy – KOC-CD-8500